# Districte de Cascade
Cascade, situat a l'illa de Mahé, és un dels 25 districtes administratius de les illes Seychelles. Aquest districte bordeja la costa est de l'illa i presenta una superfície de 10 km². Segons el cens portat a terme l'any 2002 a Cascade hi viuen 3.400 persones. El clima d'aquest districte és majoritàriament càlid amb temperatures mitjanes de 25 °C.